# Erebia pharte
Erebia pharte е вид пеперуда от семейство Многоцветници (Nymphalidae). Видът не е застрашен от изчезване.

## Разпространение и местообитание
Разпространен е в Австрия, Германия, Италия, Лихтенщайн, Полша, Румъния, Словакия, Словения, Франция и Швейцария.
Обитава гористи местности, планини, възвишения и ливади.

## Описание
Популацията на вида е намаляваща.